# Pseudoterpna simplex
Pseudoterpna simplex är en fjärilsart som beskrevs av Thierry-mieg 1916. Pseudoterpna simplex ingår i släktet Pseudoterpna och familjen mätare. Inga underarter finns listade.